# Мігель Анхель Лопес Хаен
Мігель Анхель Лопес Хаен (ісп. Miguel Ángel López Jaén; нар. 29 листопада 1982) — колишній іспанський тенісист.
Найвищу одиночну позицію світового рейтингу — 173 місце досяг 11 серпня 2008, парну — 175 місце — 16 лютого 2009 року.
Найвищим досягненням на турнірах Великого шолома було 2 коло в одиночному розряді.

## Фінали за кар'єру

### Одиночний розряд
| Легенда (одиночний розряд)                |
| Великий шлем (0)                          |
| Серія Мастерс 1000 Світового Туру ATP (0) |
| Світовий Тур ATP 500 (0)                  |
| Світовий Тур ATP 250 (0)                  |
| Тур ATP Челленджер (0)                    |
| ITF Ф'ючерс (0)                           |

#### Поразка (1)
| Ранг | Дата          | Турнір | Покриття | Суперник    | Рахунок  |
| 1.   | 9 червня 2008 | Кошиці | Ґрунт    | Лукаш Росол | 5–7, 1–6 |

### Парний розряд (1)
| Легенда (парний розряд)                   |
| Великий шлем (0)                          |
| Серія Мастерс 1000 Світового Туру ATP (0) |
| Світовий Тур ATP 500 (0)                  |
| Світовий Тур ATP 250 (0)                  |
| Тур ATP Челленджер (1)                    |
| ITF Ф'ючерс (0)                           |

| Ранг | Дата            | Турнір | Покриття | Партнер      | Опоненти                                   | Рахунок           |
| 1.   | 10 березня 2008 | Танжер | Ґрунт    | Іван Наварро | Марк Лопес Таррес Габрієль Трухільйо Солер | 6–3, 65–7, [11–9] |

#### Поразка (3)
| Ранг | Дата          | Турнір      | Покриття | Партнер                     | Суперники                                        | Рахунок           |
| 1.   | 5 травня 2008 | Тельде      | Ґрунт    | Хосе Антоніо Санчес де Луна | Даніель Хімено-Травер Даніель Муньйос де ла Нава | 3–6, 1–6          |
| 2.   | 9 червня 2008 | Кошиці      | Ґрунт    | Карлес Поч Градін           | Томаш Беднарек Ігор Зеленай                      | 1–6, 6–4, [11–13] |
| 3.   | 29 січня 2012 | Букараманга | Ґрунт    | Паоло Лоренці               | Аріель Беар Орасіо Себальйос                     | 4–6, 6–7(5–7)     |